# Знижки та надбавки
Знижки та надбавки - це зменшення базової ціни на товари чи послуги.
Вони можуть виникати в будь-якій точці каналу дистрибуції, змінюючи або ціну виробника (визначається виробником і часто друкується на упаковці), або роздрібну ціну (встановлюється роздрібним продавцем і часто прикріплюється до товару за допомогою наклейки), або прейскурантну ціну (яка пропонується потенційному покупцеві, як правило, в письмовій формі).
Існує багато цілей для надання знижок, зокрема для збільшення короткострокових продажів, переміщення застарілих запасів, винагороди цінних клієнтів, заохочення членів каналу дистрибуції до виконання певних функцій або для іншого заохочення поведінки, яка приносить вигоду тому, хто надає знижку. Деякі знижки та надбавки є формами стимулювання збуту. Багато з них є методами цінової дискримінації, які дозволяють продавцю захопити частину споживчого надлишку.

## Види
Нижче наведено найпоширеніші види знижок та надбавок.

### Робота з виплатами
- Торгові знижки - це відрахування з ціни, що надаються оптовим продавцем або виробником роздрібному продавцю за прейскурантною або каталожною ціною.
- Грошові знижки - це зниження ціни, що надається боржнику для того, щоб мотивувати його здійснити платіж у визначений термін. Ці знижки мають на меті прискорити оплату і тим самим забезпечити приплив грошових коштів до фірми. Іноді вони використовуються як засіб просування товару.

2/10 нетто 30 - це означає, що покупець повинен сплатити протягом 30 днів з дати виставлення рахунку, але отримає знижку 2%, якщо сплатить протягом 10 днів з дати виставлення рахунку.
3/7 EOM - це означає, що покупець отримає знижку готівкою в розмірі 3%, якщо оплатить рахунок протягом 7 днів після закінчення місяця, зазначеного в інвойсі. Якщо рахунок-фактура отриманий до 25-го числа місяця або раніше, оплата повинна бути здійснена до 7-го числа наступного календарного місяця. Якщо належний рахунок отримано після 25-го дня місяця, оплата здійснюється до 7-го дня другого календарного місяця.
3/7 EOM нетто 30 - це означає, що покупець повинен сплатити протягом 30 днів з дати виставлення рахунку, але отримає знижку 3%, якщо сплатить протягом 7 днів після закінчення місяця, зазначеного в рахунку. Якщо рахунок-фактура отриманий до 25-го числа місяця або раніше, оплата повинна бути здійснена до 7-го числа наступного календарного місяця. Якщо належний рахунок отримано після 25-го числа місяця, оплата здійснюється до 7-го числа другого календарного місяця.
2/15 нетто 40 ROG - це означає, що покупець повинен сплатити протягом 40 днів з моменту отримання товару, але отримає знижку 2%, якщо сплатить протягом 15 днів з дати інвойсу. (ROG - це скорочення від «отримання товару»).

### Знижка при виборі способу оплати
Деякі роздрібні торговці (особливо дрібні торговці з низькою маржею) пропонують знижки клієнтам, які платять готівкою, щоб уникнути сплати комісій за операції з кредитними картками.
- Знижка на часткову оплату

Подібно до торгової знижки, ця знижка використовується, коли продавець бажає поліпшити грошові потоки або ліквідність, але виявляє, що покупець зазвичай не в змозі дотриматися бажаного терміну оплати. Часткова знижка на будь-який платіж, який здійснює покупець, допомагає частково поліпшити грошові потоки продавця[1].
- Змінна ставка

Знижка, що пропонується на основі платоспроможності покупця. Більш поширена в неприбуткових організаціях, ніж у комерційних магазинах.
- Передоплата

Це коли покупець не платить за товар, доки він не буде доставлений. Дата в інвойсі переноситься вперед - приклад: ви купуєте товари в листопаді, щоб продати їх у грудні під час свят, але дата оплати в інвойсі - 27 січня.
- Сезонні знижки

Це зниження цін, які надаються, коли замовлення розміщується в період затишшя (наприклад, купівля лиж у квітні в північній півкулі або у вересні в південній півкулі).У більш короткому часовому проміжку до цієї категорії можна віднести «щасливу годину». Роздрібні торговці організовують великі знижки майже щосезону, щоб звільнити місце для нових запасів на наступний сезон.
Зазвичай такі знижки називають «X-Dating» або «Ex-Dating». Прикладом X-Dating може бути: 3/7 нетто 30 плюс 10 - це означає, що покупець повинен заплатити протягом 30 днів з дати виставлення інвойсу, але отримає знижку 3%, якщо заплатить протягом 7 днів після закінчення місяця, зазначеного в інвойсі, плюс додаткові 10 днів.

### Робота з торговельними операціями
- Торги

Торг - це коли продавець і покупець домовляються про ціну, нижчу за початкову ціну продажу.
- Торгівельна знижка

Торгові знижки, які також називають функціональними знижками, - це виплати учасникам каналу дистрибуції за виконання певної функції. Прикладами таких функцій є складування та поповнення запасів на полицях. Торгові знижки часто комбінують, щоб включити ряд функцій, наприклад, 20/12/5 може означати 20% знижку на зберігання товару, додаткову 12% знижку на доставку товару і додаткову 5% знижку на зберігання товару на полицях. Торгові знижки найчастіше зустрічаються в галузях, де роздрібні торговці мають найбільшу владу в каналі дистрибуції (так звані «капітани каналів»).
Торгові знижки надаються для того, щоб спробувати збільшити обсяг продажів, які здійснює постачальник.
Знижка, описана як знижка за торговельною ставкою, іноді називається «торговельною знижкою». Торгова знижка - це знижка, дозволена на роздрібну ціну товару або чогось іншого. наприклад, роздрібна ціна крему становить 25, а торгова знижка - 2% від 25.
- Знижка за торговою ставкою

Знижка за торговельною ставкою, яку іноді також називають «торговельною знижкою», пропонується продавцем покупцеві з метою торгівлі або перепродажу, а не кінцевому споживачеві. Наприклад, фармацевт може запропонувати знижку на безрецептурні ліки лікарям, які купують їх для відпуску власним пацієнтам. Продавець, який постачає як для торгівлі, так і для перекупників та широкої громадськості, матиме загальну прейскурантну ціну для всіх і пропонуватиме торговельну знижку добросовісним покупцям. 
- Трейд-ін кредит

Кредит під заставу, також званий trade-in credit, - це знижка або кредит, що надається за повернення чогось. Повернутий товар може мати невелику грошову вартість, будучи старою версією нового товару, що купується, або може бути вартим перепродажу як вживаний. Ідея з точки зору продавця полягає в тому, щоб запропонувати певну знижку, але вимагати від покупця певних «зустрічних дій», щоб отримати цю спеціальну знижку. Продавцям це подобається, оскільки надана знижка не просто «дається безкоштовно», а полегшує майбутні переговори про ціну/вартість. Покупці мають перевагу в тому, що вони отримують певну цінність за те, що вже не використовується. Приклади можна знайти в багатьох галузях.

### Робота з кількістю
Це зниження ціни, що надається за оптову закупівлю. Їхньою метою є отримання економії від масштабу та перекладання частини (або всієї) цієї економії на покупця. У деяких галузях промисловості сформувалися групи покупців і кооперативи, щоб скористатися цими знижками. Зазвичай вони бувають двох типів:
1. Накопичувальна знижка за кількість - це зниження ціни на основі кількості товару, придбаної протягом певного періоду часу. Очікується, що вони призведуть до неявних витрат на переключення і таким чином прив'яжуть покупця до продавця.
2. Некумулятивна знижка за кількість - це зниження ціни на основі кількості одного замовлення. Очікується, що вони заохочуватимуть до більших замовлень, таким чином зменшуючи витрати на виставлення рахунків, виконання замовлень, доставку та витрати на торговий персонал. Якщо доводиться купувати більше, ніж потрібно, ми можемо розрізнити надлишок, який просто не використовується, або надлишок, який створює незручності, наприклад, через необхідність перевозити великий контейнер.

### Робота з особливостями клієнта
Наступні знижки пов'язані зі специфічними характеристиками замовника.
- Знижка по інвалідності -  знижка, що надається клієнтам з тим, що вважається інвалідністю.
- Студентська або освітня знижка - це знижки, що надаються членам навчальних закладів, зазвичай студентам, але, можливо, також викладачам та іншим працівникам закладу. Мета постачальника - підвищити впізнаваність бренду на ранній стадії життя покупця, або підвищити рівень знайомства з продуктом, щоб після закінчення навчання він, швидше за все, купував той самий продукт, для власного використання або для роботодавця, за звичайною ціною. Постачальники також пропонують студентські знижки, щоб запропонувати продукт у межах бюджету студента, який в іншому випадку був би занадто дорогим, й на товари брендів, що спеціалізуються на способі життя.
- Знижка для співробітників - це знижка, яку компанія пропонує працівникам, що купують її продукцію. У 2005 році американські автовиробники провели промо-кампанію «знижка для працівників» для всіх клієнтів, щоб заохотити покупців, і не без успіху.
- Знижка для військовослужбовців - це знижка, що надається клієнтам, які є або були військовослужбовцями. Типи військових знижок включають знижки для діючих військовослужбовців, ветеранів, відставних військовослужбовців, а також подружжя або утриманців військовослужбовців. 
  - У Сполучених Штатах для отримання знижок військовим часто потрібне посвідчення особи, наприклад, форма DD 214, DD 215 або DD 217 будь-якого виду Збройних сил, картки TRICARE, картки у справах ветеранів, картки привілеїв та ідентифікації військовослужбовців (USPIC) або інша офіційна документація. Право на військові знижки також можна перевірити онлайн або через мобільний телефон за допомогою верифікаційних компаній.
  - В Австралії подібною дисконтною карткою є DefCom Australia.
  - В Україні знижки для військовослужбовців надаються приватними компаніями на допровільних основах.[1]
- Знижки, пов'язані з віком
  - Знижка для немовлят, дитяча знижка, дитяча знижка Знижка або безкоштовна послуга, що надається дітям молодше певного віку, як правило, на відвідування розважальних закладів, атракціонів, ресторанів і готелів. Може існувати вимога, щоб дитину супроводжував дорослий, який сплачує повну вартість. Маленькі діти часто їздять у громадському транспорті безкоштовно, а старші можуть платити за проїзд зі значною знижкою; при цьому може знадобитися документ, що підтверджує вік.
  - Знижка для молоді Знижки іноді пропонуються молодим людям, молодше певного віку, які не є дітьми або студентами, наприклад:
    - У Великій Британії 16-25-річні залізничні картки пропонують 1/3 знижку на проїзд залізницею та інші знижки в обмін на щорічну плату [2].
    - Посилене партнерство на північному сході Англії пропонує вартість проїзду в 1 фунт стерлінгів на одну поїздку в автобусі для всіх осіб віком до 22 років на будь-якому автобусному маршруті в регіоні [3].

  - Знижка для пенсіонерів Знижка, що пропонується клієнтам, які досягли певного відносно похилого віку, як правило, круглого числа, наприклад, 50, 55, 60, 65, 70 і 75 років; точний вік варіюється в різних випадках. Обґрунтуванням знижки для пенсіонерів, яку пропонують компанії, є припущення, що клієнт є пенсіонером і живе на обмежений дохід, і навряд чи буде готовий платити повну ціну; продаж за зниженою ціною краще, ніж взагалі не продавати. Некомерційні організації можуть пропонувати пільгові ціни в рамках соціальної політики [4]. Літні люди часто користуються безкоштовним або пільговим проїздом (див., наприклад, Freedom Pass). 
    - У Сполучених Штатах більшість продуктових магазинів пропонують знижки для людей похилого віку, починаючи з 50 років і старше, але найбільші знижки пропонуються для тих, кому за 60 років [5].

  - Знижка для рятувальників або медичних працівників Знижки, які надаються пожежникам, працівникам швидкої допомоги, поліції та іншим працівникам екстрених служб, називаються знижками першого реагування. Іноді знижки можуть також надаватися працівникам лікарень.
  - Спеціальні ціни, пропоновані друзям продавця Знижка для друзів продавця - ставлення, яке пародіюється в стереотипі продавця, який каже: «Це коштує [стільки-то], але для вас...». В Австралії, Новій Зеландії та Великій Британії знижки друзям відомі як «mates' rates»[6][7] У французькій мові ця знижка відома як prix d'ami. В Іспанії це називається «precio de amigo» іспанською або «preu d'amic» каталонською. У німецькій мові зазвичай використовується термін «Freundschaftspreis».
  - Спеціальні ціни, що пропонуються місцевим жителям Знижки є поширеним явищем у туристичних місцях. 
    - На Гаваях, наприклад, багато туристичних визначних пам'яток, готелів і ресторанів надають значну знижку тим, хто пред'являє доказ того, що він живе на Гаваях; це називається «знижкою Камаайна», що означає «дитина землі» або «місцевий житель». На Гаваях або в інших місцях це може називатися знижкою для резидентів.
    - В Україні реалізовані проекти по типу "Картка киянина"[8][9]

### Купон
Знижка у вигляді певної визначеної суми або відсотка для власника ваучера, як правило, з певними умовами. Як правило, існують обмеження, як і для інших знижок, наприклад, вони дійсні лише за умови купівлі певної кількості товару або лише якщо покупець старший за певний вік. Купони часто друкуються в газетах, брошурах і журналах або можуть бути завантажені з Інтернету.

### Рабат
Рабат — це знижка з ціни товару, що надається у вигляді відсотка або певної суми при закупівлі товару великими партіями. 
В торговому мореплаванні — знижка з тарифу, яка надається судновласниками вантажовідправникам за відправку ними вантажів тільки на судах судновласника.
Знижка з суми страхової премії при особливо вигідних для страхувальника умовах договору.